# Hexatoma maldonadoi
Hexatoma maldonadoi är en tvåvingeart som beskrevs av Alexander 1953. Hexatoma maldonadoi ingår i släktet Hexatoma och familjen småharkrankar.
Artens utbredningsområde är Venezuela. Inga underarter finns listade i Catalogue of Life.